# Battarrea phalloides
Battarrea phalloides (Dicks.) Pers., Syn. meth. fung. (Göttingen) 1: xiv, 129 (1801) è un fungo basidiomicete appartenente alla famiglia Agaricaceae.

## Descrizione della specie

### Corpo fruttifero
All'inizio appare di forma ovoidale, poi sviluppa un lungo gambo con un cappello all'apice.
Cappello2–12 cm di diametro; convesso, di colore biancastro.
Gambolungo 7–50 cm e fino a 2 cm di diametro, di colore da biancastro a brunastro, con una volva biancastra che spesso si dissolve.

## Microscopia
Spore5-7 x 4,5-6 µm; da subglobose a ellissoidali, ricoperte di aculei, colore bruno-rossiccio in massa.

## Ecologia
Probabilmente saprofita, cresce solitario su suoli asciutti e sabbiosi.

## Etimologia
Generedeve il suo nome al sacerdote, naturalista e micologo riminese Giovanni Antonio Battarra (1714-1789).
Speciedal greco phallòs = fallo e eîdos = forma, sembianza e cioè "a forma di fallo" per l'aspetto del fungo.

## Sinonimi e binomi obsoleti
- Battarrea stevenii (Libosch.) Fr., Syst. mycol. (Lundae) 3(1): 7 (1829)
- Dendromyces stevenii Libosch., Beschr. entd. Pilzes (Wein): tab. 1, 2 (1814)
- Ithyphallus campanulatus (Berk.) Schltdl., Estudios Botanicos Region Uruguaya, III Florula Uruguayensis Plantae Avasculares (Montevideo): 43 (1933)
- Lycoperdon phalloides Dicks., Fasc. pl. crypt. brit. (London) 1: 24 (1785)
- Phallus campanulatus Berk., Ann. Mag. nat. Hist., Ser. 1 9: 446 (1842)